# Serdiana
Serdiana è un comune italiano di 2 633 abitanti della città metropolitana di Cagliari.  

## Storia
Abitata sin dall'epoca neolitica, l'area dove sorge oggi Serdiana vide nel corso dei secoli il passaggio delle civiltà nuragica, punica e romana, quando presumibilmente sorse l'abitato vero e proprio. Dopo la dominazione vandalica e bizantina, nel Medioevo, Serdiana fu parte del giudicato di Cagliari, nella curatoria di Dolia o Parte Olla. Al 1125 risale la costruzione della chiesa di Santa Maria di Sibiola, quando nel territorio si insediarono i monaci benedettini e vittorini.
A seguito della scomparsa manu militari del giudicato cagliaritano, nel 1257 passò per breve tempo al giudicato di Arborea e dal 1297 alla Repubblica di Pisa. Dal 1323 passò sotto il dominio aragonese.
Nel 1328 Serdiana venne concessa in feudo, insieme ad altri villaggi, a Clemente Salavert.
Nel 1358 la signoria passò ai Mont Pavon, al quale gli abitanti versavano una quota corrispondente alla tassa versata in precedenza al Comune di Pisa.
In quel periodo Serdiana si spopolò completamente a causa della peste, delle carestie e delle guerre.
Tra il 1440 e il 1540 si avvicendarono diverse famiglie di feudatari.
Nel 1728, in epoca sabauda, il paese fu incorporato nel marchesato di San Saverio e nel 1839 fu riscattato ai Brunengo, ultimi feudatari, con la soppressione del sistema feudale.

## Monumenti e luoghi d'interesse

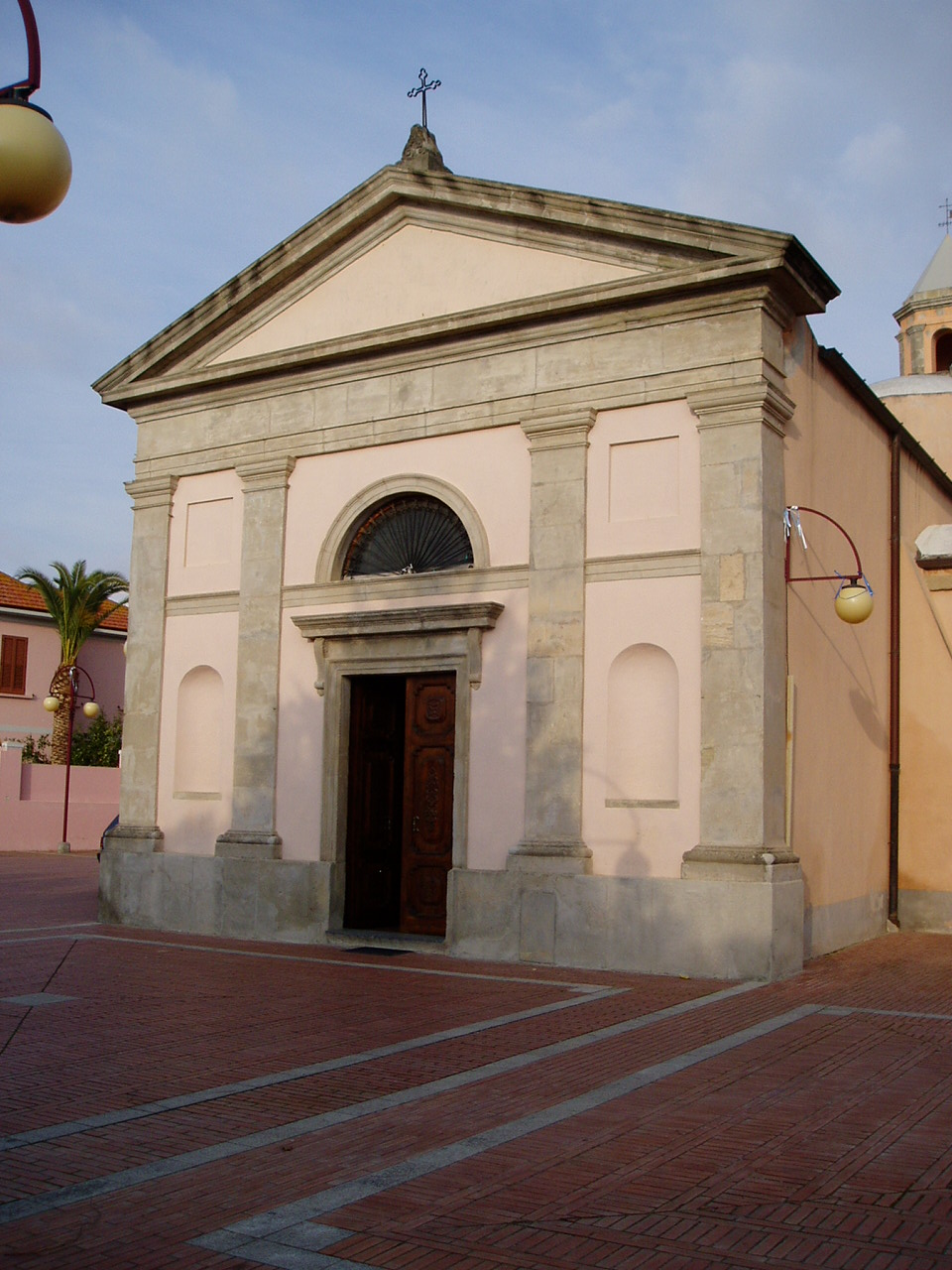
Chiesa di San Salvatore

### Architetture religiose
- Chiesa di Santa Maria di Sibiola, del XII secolo, di impianto romanico
- Chiesa parrocchiale di San Salvatore

### Architetture civili-militari
- Castello Roberti (XVIII secolo)

### Luoghi di interesse naturalistico
- Su Stani Saliu, stagno salato, oggetto di studi, ove dimorano diverse specie di uccelli.

## Società

### Evoluzione demografica
Abitanti censiti

### Lingue e dialetti
La varietà del sardo parlata a Serdiana è il campidanese occidentale.

## Cultura

### Musei
- Museo Etnografico e Archeologico di Serdiana

## Economia
In origine era un centro abitato da agricoltori e allevatori.
Ora la sua economia è basata sulla fiorente e rinomata produzione di uva ed olive e sull'allevamento ovino e suino, anche se un gran numero di abitanti è impiegato nel terziario. Nel comune hanno sede le cantine Cantine Argiolas, famose in tutto il mondo per i loro vini.

## Amministrazione
| Periodo         | Periodo         | Primo cittadino | Partito                         | Carica  | Note |
| --------------- | --------------- | --------------- | ------------------------------- | ------- | ---- |
| 31 maggio 2015  | 26 ottobre 2020 | Antonio Pala    | Lista civica "Serdiana rinasce" | Sindaco |      |
| 26 ottobre 2020 | in carica       | Maurizio Cuccu  | Lista civica "Po Serdiana"      | Sindaco |      |